# Segédkönyvek a nyelvészet tanulmányozásához
A Segédkönyvek a nyelvészet tanulmányozásához a Tinta Könyvkiadó által 1999-ben indított könyvsorozat, amelynek mostanáig 233 kötete jelent meg.

## A könyvsorozat jellemzése
A Tinta Könyvkiadó 1999-ben indította el a Segédkönyvek a nyelvészet tanulmányozásához sorozatot, amely nyelvészeti szakkönyveket és tanulmánygyűjteményeket foglal magában. A sorozat kötetei a nyelvészet számos részdiszciplínáját lefedik: fonológia, morfológia, szintaxis, szemantika, pragmatika, stilisztika, lexikológia, fonetika, etimológia, nyelvtörténet, nyelvtipológia, dialektológia, fordítástudomány, lexikográfia. A sorozatban tanulmányok, illetve kötetek jelentek meg egyebek mellett a következő témákban is: gendernyelvészet, szociolingvisztika, pszicholingvisztika, korpusznyelvészet, hálózatkutatás, nyelvrokonság, frazeológia, nyelvművelés.
A Segédkönyvek a nyelvészet tanulmányozásához sorozatszerkesztője Kiss Gábor nyelvész, a Tinta Könyvkiadó igazgatója. A sorozat köteteinek szerzői neves magyar nyelvészek: Adamik Béla, Adamikné Jászó Anna, Alberti Gábor, Balogh Péter, Bánréti Zoltán, Bárdosi Vilmos, Bencédy József, Brassai Sámuel, Cseresnyési László, Daniss Győző, Forgács Tamás, Géró Györgyi, Havas Ferenc, Hegedűs Rita, Herman József, Hoffman István, Honti László, H. Varga Márta, Kálmán László, Kemény Gábor, Kicsi Sándor András, Kiefer Ferenc, Kiss Gábor, Kiss Jenő, Kiss Lajos, Klaudy Kinga, Kovács László, Kresznerics Ferenc, Ladányi Mária, T. Litovkina Anna, Minya Károly, Nádor Orsolya, Oszetszky Éva, Őrsi Tibor, Parapatics Andrea, Papp Ferenc, Pethő József, Petőfi S. János, P. Lakatos Ilona, Sebestyén Zsolt, Simoncsics Péter, Szathmári István, Szili Katalin, Szűcs Tibor, Tolcsvai Nagy Gábor, T. Somogyi Magda, Várnai Judit Szilvia, Wacha Imre.

## A sorozat kötetei
1. Gecső Tamás – Spannraft Marcellina (szerk.): A szinonimitásról, 1998[1]
2. Gecső Tamás (szerk.): Poliszémia, homonímia, 1999[2]
3. T. Somogyi Magda: Toldalékrendszerezésünk vitás kérdései, 2000[3]
4. Gecső Tamás (szerk.): Lexikális jelentés, aktuális jelentés, 2000[4]
5. Siptár Péter (szerk.): Szabálytalan fonológia, 2001[5]
6. Kálmán László (szerk.): Magyar leíró nyelvtan, 2001[6]
7. Komlósy András: A lexikai-funkcionális grammatika mondattanának alapfogalmai, 2001[7]
8. Kálmán László: Konstrukciós nyelvtan, 2001[8]
9. Trón Viktor: Fejközpontú frázisstruktúra-nyelvtan, 2001[9]
10. Kemény Gábor (szerk.): A metafora grammatikája és stilisztikája, 2001[10]
11. Gecső Tamás (szerk.): Kontrasztív szemantikai kutatások, 2002[11]
12. Adamikné Jászó Anna – Bódi Zoltán (szerk.): Szociolingvisztikai szöveggyűjtemény, 2002[12]
13. Kálmán László – Trón Viktor – Varasdi Károly (szerk.): Lexikalista elméletek a nyelvészetben, 2002[13]
14. Kemény Gábor: Bevezetés a nyelvi kép stilisztikájába, 2002[14]
15. Havas Ferenc: A marrizmus-szindróma, 2003[15]
16. Minya Károly: Mai magyar nyelvújítás, 2003[16]
17. Albert Sándor: Fordítás és filozófia, 2003[17]
18. Szathmári István: A retorikai-stilisztikai alakzatok világa, 2003[18]
19. Gecső Tamás: A nyelvleírás lehetőségei és határai, 2003[19]
20. Adamikné Jászó Anna: Csak az ember olvas, 2003[20]
21. Herman József: Vulgáris latin, 2003[21]
22. Balogh Péter: Francia jelentésváltozások elemzése, 2003[22]
23. Dobsonyi Sándor – Hangay Zoltán – Nagy Katalin: Szófajtani elemzések, 2003[23]
24. Gecső Tamás (szerk.): Természetes nyelvek – mesterséges nyelvek, 2003[24]
25. Bernard Cerquiglini: A francia nyelv születése, 2003[25]
26. Éva Oszetzky: Lexicologie et enseignement du français, 2003[26]
27. Kiss Lajos: Szófejtés, szótárírás és nyelvtudomány-történet, 2004[27]
28. Kiefer Ferenc (szerk.): Igék, főnevek, melléknevek, 2004[28]
29. Hegedűs Rita: Magyar nyelvtan, 2004[29]
30. Géró Györgyi: Új nyelvi nagyhatalom születőben, 2004[30]
31. Jenei Teréz – Pethő József (szerk.): Stílus és jelentés, 2004[31]
32. P. Lakatos Ilona – T. Károlyi Margit (szerk.): Nyelvvesztés, nyelvjárásvesztés, nyelvcsere, 2004[32]
33. Ladányi Mária – Dér Csilla – Hattyár Helga (szerk.): „…még onnét is eljutni túlra…”. Nyelvészeti és irodalmi tanulmányok Horváth Katalin tiszteletére, 2005[33]
34. Gecső Tamás (szerk.): Variabilitás és nyelvhasználat, 2004[34]
35. Fóris Ágota – Pálfy Miklós (szerk.): A lexikográfia Magyarországon, 2005[35]
36. Szili Katalin: Tetté vált szavak, 2013[36]
37. Cseresnyési László: Nyelvek és stratégiák, avagy a nyelv antropológiája, 2005[37]
38. Bencédy József: Jót s jól! Válogatott nyelvművelő írások és műelemzések, 2005[38]
39. Szathmári István: A magyar stilisztika. A kezdetektől a XX. század végéig, 2005[39]
40. Huszár Ágnes: A gondolattól a szóig. A beszéd folyamata a nyelvbotlások tükrében, 2005[40]
41. Wolfgang Mieder – T. Litovkina Anna: „A közmondást nem hiába mondják”. Vizsgálatok a proverbiumok természetéről és használatáról, 2005[41]
42. Várnai Judit Szilvia: Bárhogy nevezzük… A tulajdonnév a nyelvben és a természetben, 2005[42]
43. Kiefer Ferenc: Lehetőség és szükségszerűség, 2005[43]
44. Varga László: Metrikus fonológia és a ritmikai hangsúlyváltozás, 2005[44]
45. Minya Károly: Rendszerváltás – normaváltás. A magyar nyelvművelés története, elvei és vitái 1989-től napjainkig, 2005[45]
46. Szirmai Monika: Bevezetés a korpusznyelvészetbe. A korpusznyelvészet alkalmazása az anyanyelv és az idegen nyelv tanulásában és tanításában, 2006[46]
47. Simoncsics Péter: Paradigmaváltás légüres térben. Karácsony Sándor, Lotz János és Laziczius Gyula kísérletei a magyar grammatika megújítására a XX. század 30-as éveiben, 2006[47]
48. Kálmán László – Trón Viktor: Bevezetés a nyelvtudományba, 2006[48]
49. Péter Mihály: Nyelv, stílus, költői beszéd. Válogatott tanulmányok, 2006[49]
50. H. Varga Márta: A magyar fosztó- és tagadóképző, 2006[50]
51. Alberti Gábor: Matematika a természetes nyelvek leírásában, 2006[51]
52. Klaudy Kinga (szerk.): Papp Ferenc olvasókönyv. Papp Ferenc válogatott nyelvészeti tanulmányai, 2006[52]
53. Huszár Ágnes (szerk.): A családi nyaggatástól a munkahelyi nyelvhasználatig, 2006[53]
54. Szathmári István: A stilisztikai alakzatok rendszerezése, 2006[54]
55. Szathmári István: A magyar nyelvtudomány történetéből, 2006[55]
56. Őrsi Tibor: French Linguistic Influence in the Cotton Version of Mandeville's Travels, 2006[56]
57. Gecső Tamás (szerk.): Nyelvi kompetencia – kommunikatív kompetencia, 2006[57]
58. Hegedűs Rita – Nádor Orsolya (szerk.): Magyar nyelvmester. A magyar mint idegen nyelv – hungarológiai alapismeretek, 2007[58]
59. Kálmán László (szerk.): KB 120 – A titkos kötet, 2007[59]
60. Zsuzsa Simonffy (szerk.): L'un et le multiple, 2007[60]
61. Adamik Béla: Nyelvpolitika a Római Birodalomban, 2007[61]
62. Tolcsvai Nagy Gábor (szerk.): Szöveg és típus. Szövegtipológiai tanulmányok, 2007[62]
63. Szűcs Tibor: A magyar vers kettős nyelvi tükörben, 2007[63]
64. Kemény Gábor: Nyelvi mozaik. Válogatás négy évtized nyelvművelő írásaiból, 2007[64]
65. Székely Gábor: Egy sajátos nyelvi jelenség, a fokozás, 2007[65]
66. Hoffmann István: Helynevek nyelvi elemzése, 2007[66]
67. Klaudy Kinga: Nyelv és fordítás. Válogatott fordítástudományi tanulmányok, 2007[67]
68. Forgács Tamás: Bevezetés a frazeológiába. A szólás- és közmondáskutatás alapjai, 2007[68]
69. Benkes Zsuzsa – Petőfi S. János: A vízjel nem tűnik el olyan könnyen. Versek  megformáltságának megközelítése kreatív gyakorlatokkal, 2007[69]
70. Domonkosi Ágnes – Lanstyák István – Posgay Ildikó (szerk.): Műhelytanulmányok a nyelvművelésről, 2007[70]
71. Olaszy Gábor: Mássalhangzó-kapcsolódások a magyar beszédben, 2007[71]
72. Kicsi Sándor András: Szószemantika, 2007[72]
73. Gecső Tamás – Sárdi Csilla (szerk.): Nyelvelmélet – nyelvhasználat, 2007[73]
74. Bánréti Zoltán: A mellérendelés és az ellipszis nyelvtana a magyarban, 2008[74]
75. Ladányi Mária: Produktivitás és analógia a szóképzésben. Elvek és esetek, 2008[75]
76. Frenyó Zoltán: Filozófiai kultúra. Válogatott írások, 2008[76]
77. Vászolyi Erik – Lázár Katalin: Sudár fenyő nőtt az erdőn. Énekek Komiföldről, 2008[77]
78. Daczi Margit – T. Litovkina Anna – Barta Péter (szerk.): Ezerarcú humor, 2008[78]
79. Tátrai Szilárd – Tolcsvai Nagy Gábor (szerk.): Szöveg, szövegtípus, nyelvtan, 2008[79]
80. Marina Cvetajeva: A művészet a lelkiismeret fényénél. Esszék, 2008[80]
81. Ágoston Mihály: Kézikönyv a magyar médiamondatról. Anyanyelvű kommunikációnk hitele, 2008[81]
82. Gecső Tamás – Sárdi Csilla (szerk.): Jel és jelentés, 2008[82]
83. László Kálmán (szerk.): Papers from the Mókus Conference, 2008[83]
84. Gecső Tamás – Kiss Zoltán (szerk.): Ismeretlen ismerős – ismerős ismeretlen. Az alkalmazott nyelvészet dimenziói, 2008[84]
85. Bańczerowski Janusz: A világ nyelvi képe. A világkép mint a valóság metaképe a nyelvben és a nyelvhasználatban, 2009[85]
86. Lengyel Zsolt: Magyar asszociációs normák enciklopédiája I., 2008[86]
87. Keszler Borbála – Tátrai Szilárd (szerk.): Diskurzus a grammatikában – grammatika a diskurzusban, 2009[87]
88. Haader Lea – Horváth László (szerk.): Tanulmányok a középmagyar kor mondattana köréből, 2009[88]
89. Mazurka Károly: Szuhogyi palóc tájszótár, 2009[89]
90. Bárdosi Vilmos (szerk.): Quo vadis philologia temporum nostrorum? Korunk civilizációjának nyelvi képe, 2009[90]
91. Lengyel Zsolt – Navracsics Judit (szerk.): Tanulmányok a mentális lexikonról. Nyelvelsajátítás – beszédprodukció – beszédpercepció, 2009[91]
92. Ildikó Fata: Das zweisprachige Translationswörterbuch für Fachsprachen in der Wissenschaftlichen Theorie und Praxis. A kétnyelvű fordítói szakszótár a tudományos elméletben és gyakorlatban, 2009[92]
93. Frank Tibor – Károly Krisztina (szerk.): Anglisztika és amerikanisztika. Magyar kutatások az ezredfordulón, 2009[93]
94. Đuro Blazeka – Nyomárkay István – Rácz Erika: Mura menti horvát tájszótár. Rječnik pomurskih Hrvata, 2009[94]
95. Tótfalusi István: Klasszikus szócsaládfák. Nyelvünk görög és latin eredetű szavai, 2009[95]
96. Orsós Anna – Kálmán László: Beás nyelvtan, 2009[96]
97. Huszár Ágnes: Bevezetés a gendernyelvészetbe. Miben különbözik és miben egyezik a férfiak és a nők nyelvhasználata és kommunikációja?, 2009[97]
98. Gecső Tamás – Sárdi Csilla (szerk.): A kommunikáció nyelvészeti aspektusai, 2009[98]
99. Kemény Gábor: A nyelvtől a stílusig. Válogatott tanulmányok, cikkek, 2010[99]
100. Borbély Anna – Vanconé Kremmer Ildikó – Hattyár Helga (szerk.): Nyelvideológiák, attitűdök és sztereotípiák. 15. Élőnyelvi Konferencia, 2010[100]
101. Gecső Tamás – Kiss Zoltán – Tóth Szergej (szerk.): TI és MI. Alkalmazott nyelvészet és interdiszciplinaritás, 2010[101]
102. Balaskó Mária – Balázs Géza – Kovács László (szerk.): Hálózatkutatás. Hálózatok a társadalomban és a nyelvben, 2010[102]
103. Honti László (szerk.): A nyelvrokonságról. Az török, sumer és egyéb áfium ellen való orvosság, 2010[103]
104. Vargha Katalin (szerk.): Magyar találós kérdések. 19. századi szövegek antológiája, 2010[104]
105. Bárdosi Vilmos (szerk.): Világkép a nyelvben és a nyelvhasználatban, 2010[105]
106. Navracsics Judit (szerk.): Nyelv, beszéd, írás. Pszicholingvisztikai tanulmányok I., 2010[106]
107. T. Litovkina Anna – Barta Péter – Hidasi Judit (szerk.): A humor dimenziói, 2010[107]
108. Jobst Ágnes: A nyelv kisajátítása. A második világháború utáni média elemzése szótárral és szövegmutatványokkal, 2010[108]
109. Dobos Csilla (szerk.): Szaknyelvi kommunikáció, 2010[109]
110. Bárdosi Vilmos – Kiss Gábor (szerk.): Szótárak, szólások, nevek vonzásában. Köszöntő könyv Fábián Zsuzsanna tiszteletére, 2010[110]
111. Gecső Tamás – Kiss Zoltán (szerk.): Az alkalmazott nyelvészet integritásának kérdései, 2010[111]
112. Csernicskó István – Fedinec Csilla – Tarnóczy Mariann – Vančoné Kremmer Ildikó (szerk.): Utazás a magyar nyelv körül. Írások Kontra Miklós tiszteletére, 2010[112]
113. Gecső Tamás – Sárdi Csilla (szerk.): Új módszerek az alkalmazott nyelvészeti kutatásban, 2010[113]
114. B. Gelencsér Katalin: A tudás, a megismerés és a társas megértés öröme. Művelődéstörténeti és közművelődés-elméleti tanulmányok, 2011[114]
115. Károly Krisztina: Szöveg, koherencia, kohézió. Szövegtipológiai és retorikai tanulmányok, 2011[115]
116. Horváth Péter Iván: A szakfordítások lektorálása. Elmélet és gyakorlat, 2011[116]
117. Minya Károly: Változó szókincsünk. A neologizmusok több szempontú vizsgálata, 2011[117]
118. Kovács László: Fogalmi rendszerek és lexikai hálózatok a mentális lexikonban, 2011[118]
119. Brassai Sámuel: A magyar mondat, 2011[119]
120. Navracsics Judit – Lengyel Zsolt (szerk.): Lexikai folyamatok egy- és kétnyelvű közegben. Pszicholingvisztikai tanulmányok II., 2011[120]
121. Csizér Kata – Holló Dorottya – Károly Krisztina (szerk.): Dinamikus csoport, dinamikus tanulás. A csoportdinamika szerepe a nyelvtanulásban, 2011[121]
122. Hunyadi László (szerk.): Rekurzió a nyelvben I. Prozódiai megközelítés, 2011[122]
123. Bánréti Zoltán (szerk.): Rekurzió a nyelvben II. Neurolingvisztikai megközelítés, 2011[123]
124. Csépe Valéria – Honbolygó Ferenc (szerk.): Rekurzió a nyelvben III. Pszichológiai és idegtudományi megközelítés, 2011[124]
125. Szépe György: A folyton megújuló nyelvészet. Szépe György nyelvészeti írásaiból tanárok és diákok részére, 2011[125]
126. Bárdosi Vilmos (szerk.): Tegnapi filológiánk mai szemmel, 2011[126]
127. Kiss Zoltán – Ladányi Mária – Petykó Márton (szerk.): A pszicholingvisztikától a beszédtechnológiáig. Tanulmányok az alkalmazott nyelvészet hagyományos és új témaköreiből, 2011[127]
128. Pethő József: Alakzat és jelentés. Az alakzatok stílus- és jelentésképző szerepe a szövegben, 2011[128]
129. Hires-László Kornélia – Karmacsi Zoltán – Márku Anita (szerk.): Nyelvi mítoszok, ideológiák, nyelvpolitika és nyelvi emberi jogok Közép-Európában elméletben és gyakorlatban. A 16. Élőnyelvi Konferencia anyagai, 2011[129]
130. Tátrai Szilárd: Bevezetés a pragmatikába. Funkcionális kognitív megközelítés, 2011[130]
131. Jakabb Oszkár: Madárnévkalauz. A Kárpát-medence madarainak névkalauza, 2012[131]
132. Németh T. Enikő (szerk.): Ember-gép kapcsolat. A multimodális ember-gép kommunikáció modellezésének alapjai, 2011[132]
133. Vig István: Verancsics Faustus Dictionariuma a korabeli európai kontextusban, 2012[133]
134. Bartha Csilla – Nádor Orsolya – Péntek János (szerk.): Nyelv és oktatás kisebbségben. Kárpát-medencei körkép, 2012[134]
135. Simonffy Zsuzsa (szerk.): Le paradoxe et ses usages. Actes du colloque international des 21, 22 et 23 mars 2007 Département d'études francophones de l'Université de Pécs, 2012[135]
136. Bárdosi Vilmos (szerk.): A szótól a szövegig, 2012[136]
137. Simon Orsolya – Szabó Dániel (szerk.): Alkalmazott nyelvészet hallgatói, oktatói szemmel, 2012[137]
138. Gecső Tamás – Sárdi Csilla (szerk.): Nyelvi funkciók – stílus és kapcsolat, 2012[138]
139. Navracsics Judit – Szabó Dániel (szerk.): A mentális folyamatok a nyelvi feldolgozásban. Pszicholingvisztikai tanulmányok III., 2012[139]
140. Beregszászi Anikó: A lehetetlent lehetni. Tantárgy-pedagógiai útmutató és feladatgyűjtemény az anyanyelv oktatásához a kárpátaljai magyar iskolák 5-9. osztályában, 2012[140]
141. Ferenc Kiefer – Zoltán Bánréti (szerk.): Twenty Years of Theoretical Linguistics in Budapest, 2012[141]
142. Honti László: Anyanyelvünk atyafiságáról és a nyelvrokonság ismérveiről, 2012[142]
143. Németh Boglárka: Az aspektus a magyar nyelvben. Különös tekintettel a statikusságra, 2012[143]
144. Hegedűs József: Az idegen nyelv. Nyelvek – nyelvtanulás, 2012[144]
145. P. Lakatos Ilona (szerk.): Változó nyelvhasználat a hármas határ mentén. Többdimenziós nyelvföldrajzi térképlapok tanúságai, 2012[145]
146. Hattyár Helga – Hugyecz Enikő Henriett – Krepsz Valéria – Vladár Zsuzsa (szerk.): A sokszínű alkalmazott nyelvészet. Tanulmányok az alkalmazott nyelvészet területeiről, 2013[146]
147. Harmati Gábor: Orosz ige. Szótár – segédkönyv, 2013[147]
148. Bárdosi Vilmos (szerk.): Reáliák – A lexikológiától a frazeológiáig. Értelmezések és fordítási kérdések, 2013[148]
149. Kovács László: Fogalmi rendszerek és lexikai hálózatok a mentális lexikonban. 2. átdolgozott, bővített kiadás, 2013[149]
150. Vargha Katalin – T. Litovkina Anna – Barta Zsuzsanna (szerk.): Sokszínű humor. A III. Magyar Interdiszciplináris Humorkonferencia előadásai, 2013[150]
151. Klein Ágnes: Utak a kétnyelvűséghez. Nyelvek elsajátítása iskoláskor előtt, 2013[151]
152. Szépe György: Nyelvészportrék, 2013[152]
153. Gecső Tamás – Sárdi Csilla (szerk.): Az interkulturális kommunikáció elmélete és gyakorlata, 2013[153]
154. Gecső Tamás – Sárdi Csilla (szerk.): Nyelvhasználat a médiában, 2013[154]
155. А. Золтан – О. Федосов – С. Янурик (szerk.): A víz a szláv frazeológiában és paremiológiában (2 kötet), 2013[155]
156. Kugler Nóra – Laczkó Krisztina – Tátrai Szilárd (szerk.): A megismerés és az értelmezés konstrukciói. Tanulmányok Tolcsvai Nagy Gábor tiszteletére, 2013[156]
157. Péter Szigetvári (szerk.): VLlxx. Papers in Linguistics Presented to László Varga on his 70th Birthday, 2013[157]
158. Bárdosi Vilmos (szerk.): Szövegalkotó gyakorlatok, nyelvteremtő praktikák, 2014[158]
159. Havas Ferenc, Horváth Katalin, Kugler Nóra, Vladár Zsuzsa (szerkesztő): Nyelvben a világ.Tanulmányok Ladányi Mária tiszteletére, 2014[159]
160. Fedoszov Oleg: A frazeológia mint a nyelvészet kísérleti laborja. Válogatott tanulmányok az orosz és az általános frazeológiából, 2014[160]
161. Andrea Puskás: Female Identity in Feminist Adaptations of Shakespeare, 2014[161]
162. Simon Gábor: Egy kognitív poétikai rímelmélet megalapozása, 2014[162]
163. Tukacs Tamás: Túlzásba vitt szavak. A fokozó értelmű szókapcsolatok magyar–angol szótára, 2015[163]
164. Gróf Annamária, N. Császi Ildikó, Szoták Szilvia (szerkesztő): Sokszínű nyelvészet – nyelvi sokszínűség a 21. század elején. Írások Kolláth Anna tiszteletére, 2015[164]
165. Ladányi Mária, Hrenek Éva, Horváth Ádám, Hugyecz Enikő Henriett (szerkesztő): Nyelvi rendszer és nyelvhasználat. Hallgatói tanulmányok, 2015[165]
166. Szathmári István: A Magyar Nyelvtudományi Társaság története (1904–2005), 2015[166]
167. Bátyi Szilvia, Vígh-Szabó Melinda (szerkesztő): A nyelv – rendszer, használat, alkalmazás. Pszicholingvisztikai tanulmányok V., 2015[167]
168. Bárdosi Vilmos (szerkesztő): A nyelvi pragmatika kérdései szinkrón és diakrón megközelítésben, 2015[168]
169. Wacha Imre: A tiszta beszéd Beszédtechnika. Alapismeretek és szövegértelmezés magyarázatokkal I., 2015[169]
170. Wacha Imre: Az értelmes beszéd. Beszédtechnika. Alapismeretek és szövegértelmezés magyarázatokkal II., 2015[170]
171. Fábián Zsuzsanna, Szöllősy Éva (szerkesztő): Szótár, lexikon, enciklopédia. Kérdések és feladatok, 2015[171]
172. Horváth Péter Iván: (Ny)elvi kérdések. 100 könnyed ismeretterjesztő cikk, 2015[172]
173. Folmeg Márta, Jóri Anita (szerkesztő): Világ és nyelv szenvedéllyel. Köszöntő kötet Gecső Tamás 60. születésnapjára, 2015[173]
174. Kontráné Hegybíró Edit, Csizér Kata, Piniel Katalin (szerkesztő): Hallássérült fiatalok idegennyelv-tanulása Magyarországon. Zárótanulmányok és módszertan, óratervekkel, 2015[174]
175. Gecső Tamás – Sárdi Csilla (szerk.): Nyelv és kép, 2015[175]
176. Gecső Tamás – Sárdi Csilla (szerk.): Nyelv, kultúra, társadalom, 2015[176]
177. Navracsics Judit, Bátyi Szilvia (szerkesztő): Első és második nyelv: interdiszciplináris megközelítések. Pszicholingvisztikai tanulmányok VI., 2015[177]
178. Kugler Nóra: Megfigyelés és következtetés a nyelvi tevékenységben, 2016[178]
179. Répási Györgyné: Túlzásba vitt orosz szavak. A fokozó értelmű szókapcsolatok magyar–orosz szótára, 2015[179]
180. Tolcsvai Nagy Gábor: Az ige a magyar nyelvben. Funkcionális elemzés, 2016[180]
181. Gaál Edit: Magyar nyelv. Szintek, síkok, hálózatok, 2016[181]
182. Adamikné Jászó Anna: A mondattani elv és a kisnyelvtanok. Az anyanyelvi tárgyak tanítása a magyar népiskolában 1868-tól 1905-ig, 2016[182]
183. Csilla Zichler: Onder de loep. Inleiding in de fraseologie, 2016[183]
184. Bárdosi Vilmos (szerkesztő): Frazeológia – Az emberi világkép tükrözője, 2016[184]
185. Hidasi Judit, Osváth Gábor, Székely Gábor (szerkesztő): Család és rokonság nyelvek tükrében, 2016[185]
186. Kemény Gábor: Krúdy körül. Stilisztikai tanulmányok és elemzések a 20. századi magyar irodalomról, 2016[186]
187. Boda-Ujlaky Judit, Barta Zsuzsanna, T. Litovkina Anna, Barta Péter (szerkesztő): A humor nagyítón keresztül, 2016[187]
188. Thass-Thienemann Tivadar: A nyelv interpretációja I. A nyelv szimbolikus jelentése, 2016[188]
189. Rozgonyiné Molnár Emma: Frazeológiai kaleidoszkóp. Tanulmányok a magyar szólásokról, közmondásokról, 2016[189]
190. C. Vladár Zsuzsa: A korai magyar grammatikák, 2016[190]
191. Gecső Tamás (szerkesztő): Ikon, nyelvi jel, szimbólum: nem természetes jelek a kommunikációban, 2016[191]
192. Dr. Budai László: A magyar mint idegen nyelv. Elmélet és gyakorlat – A Grammar of Hungarian as a foreign language. Theory and Practice, 2016[192]
193. Simon Gábor: Bevezetés a kognitív lírapoétikába. A költészet mint megismerés vizsgálatának lehetőségei, 2016[193]
194. Brassai Sámuel: Mondattani tanulmányok, 2016[194]
195. Honti László: A magyar és a nyugati ótörök szókészleti kapcsolatairól, 2017[195]
196. Kovács László: Márka és márkanév. Márkakutatás és nyelvészet – metszéspontok, lehetőségek, kihívások, 2019[196]
197. Simoncsics Péter: Nyelvészekről, nyelvészetről. 33 írás a Möbius-szalag másik oldaláról, 2017[197]
198. Gecső Tamás, Szabó Mihály (szerkesztő): Az ellentét nyelvi és nonverbális kifejezésének lehetőségei, 2017[198]
199. Friederike Megyery, Székely Gábor: Túlzásba vitt német szavak. A fokozó értelmű szókapcsolatok magyar–német szótára, 2018[199]
200. Pelczéder Katalin: Magyar gyümölcsnevek, 2018[200]
201. Bódi Zoltán, Sz. Hegedűs Rita, Szőllősy-Sebestyén András (szerkesztő): Magyar szaknyelvek a Kárpát-medencében, 2018[201]
202. Hrisztova-Gotthardt Hrisztalina, T. Litovkina Anna, Barta Péter, Vargha Katalin: A közmondásferdítések ma. Öt nyelv antiproverbiumainak nyelvészeti vizsgálata, 2018[202]
203. Nemesi Attila László, T. Litovkina Anna, Barta Zsuzsanna, Barta Péter (szerkesztő): Humorstílusok és -stratégiák, 2018[203]
204. Gecső Tamás, Szabó Mihály (főszerkesztő): Egy- és többértelműség a nyelvben, 2018[204]
205. Székely Gábor (főszerkesztő): A színek és a színnevek világa. Fizikai, kultúr- és művészettörténeti, illetve nyelvtudományi témájú értekezések színekről és színelnevezésekről. 12 idegen nyelv színelnevezéseinek egybevetése a magyar nyelv színneveivel, 2018[205]
206. Jászay László: Az orosz igeszemlélet oktatásának nyelvészeti alapjai, 2019[206]
207. Paczolay Gyula: Közmondások, szólások Zrínyi Miklós írásaiban. 89 magyar, 43 latin közmondás, szólás története, idegen és tájnyelvi megfelelői szótárszerű elrendezésben, 2019[207]
208. Parapatics Andrea: A magyar nyelv regionalitása és a köznevelés. Tények, problémák, javaslatok, 2020[208]
209. Kuna Ágnes: Nyelv, meggyőzés, gyógyítás. A meggyőzés nyelvi mintázatai a 16-17. századi orvosi receptben, 2019[209]
210. Anikó Sohár, Ildikó Limpár, Dalma Galambos (szerkesztő): Getting Translated, 2019[210]
211. Gecső Tamás, Szabó Mihály (szerkesztő): Színnevek a különböző nyelvekben és kultúrákban, 2020[211]
212. Klaudy Kinga: Tézisek a fordítástudományról. Új fordítástudományi tanulmányok, 2020[212]
213. M. Pintér Tibor, P. Márkus Katalin: Az ige vonzásában. Lexikográfiai, fordítástudományi tanulmányok és köszöntők Magay Tamás 90. születésnapjára, 2020[213]
214. Havas Ferenc: A nyelvtipológia klasszikusai. Szemelvények a XVIII. század közepétől a XX. század elejéig, 2020[214]
215. Thass-Thienemann Tivadar: A nyelv interpretációja II. A nyelv tudat alatti jelentése, 2020[215]
216. Kicsi Sándor András: Osztályozó nyelvészet, 2021[216]
217. Forgács Tamás: Történeti frazeológia. A történeti szólás- és közmondáskutatás kézikönyve, 2021[217]
218. Daniss Győző: Körkép a magyar nyelvről. Tizennyolc beszélgetés nyelvészekkel, 2021
219. Simoncsics Péter: Nyelv – művészet – társadalom. Önéletrajzi mozaik, ami pályám Möbius-szalagjának másik oldaláról lemaradt, 2021
220. M. Korchmáros Valéria: A magyar nyelv alaktana. Elméleti leírás gyakorlatokkal, 2021
221. Rási Szilvia – Domonkosi Ágnes – T. Litovkina Anna – Nemesi Attila László: A humor ösvényein, 2022
222. Agócs Károly: Francia fordítóiskola. A fordítás elmélete és gyakorlata. Felkészítés a fordító- és tolmácsvizsgára, 2021
223. Nagyné Schmelczer Erika (szerkesztő): Számok a nyelvek világában, nyelvek a számok világában, 2022
224. Kiss Jenő: Mihályi tájszó- és névtár. Tájszavak, földrajzi, személy- és állatnevek. Múlt és jelen, 2022
225. Honti László: Az ősi uráli tárgyragok története és vesszőfutása, 2022
226. Bárdosi Vilmos: Szólások, szótárak és a francia nyelv vonzásában. 30 válogatott tanulmány 45 év írásaiból, 2022
227. Kovács László: Márkanevek. Marketing és nyelvészet határán, 2023
228. Balázsi József Attila: A több ezer éves kínai kultúra közmondásai, szólásai és jelképei tükrében, 2022
229. P. Lakatos Ilona – Minya Károly – Pethő József – Sebestyén Zsolt: Érettségi tételek magyar nyelvből. 96 kidolgozott tétel 8 témakörben, 2023
230. Honti László: Magyar nyelvtörténeti írások, 2023
231. Kresznerics Ferenc: Válogatott köz-mondások. Betűhű szövegkiadás, 2024
232. Adamikné Jászó Anna: Jókai novellái. Retorikai elemzésekkel, 2024
233. Kiss Gábor (szerk.): Hetvenkét interjú ötvenöt szótáríróval, nyelvésszel, 2024
234. P. Márkus Katalin: Szótárdidaktika az idegennyelv-oktatásban, 2024
235. Péntek János: Nyelvész életidők, életpályák Erdélyben. Elődök, mesterek, pályatársak, 2024
236. Klaudy Kinga: Fordítástudományi dilemmák a 21. század elején. Válogatott fordítástudományi tanulmányok, 2024